# Gaston Dreyt
Gaston Dreyt est un homme politique français né le 14 décembre 1857 à Tarbes (Hautes-Pyrénées) et décédé le 10 janvier 1919 à Ossun (Hautes-Pyrénées).

## Biographie
Avocat à Tarbes, président de la fédération départementale du parti radical-socialiste, il est député des Hautes-Pyrénées de 1906 à 1919.

## Sources
- « Gaston Dreyt », dans le Dictionnaire des parlementaires français (1889-1940), sous la direction de Jean Jolly, PUF, 1960 [détail de l’édition]